# Rosemary Harris (författare)
Rosemary Jeanne Harris, född 20 februari 1923 i London, död 14 oktober 2019, var en brittisk författare av barn- och ungdomsböcker.